# Миллионная доля
Миллионная доля — единица измерения каких-либо относительных величин, равная 1⋅10−6 от базового показателя.
Обозначается млн−1, мд или сокращением ppm (от англ. parts per million, читается «пи-пи-эм» — «частей на миллион»). Английскую аббревиатуру ppm иногда путают с промилле и ошибочно расшифровывают как пропромилле и обозначают как «ппм».
Соотношения:
- 1 млн−1 = 0,001 ‰ = 0,0001 % = 0,000 001 = 10−6;
- 1 % = 10 000 ppm;
- 1 ‰ = 1000 ppm.

При выражении концентрации веществ в миллионных долях часто подразумевается мольная доля, но во избежание неоднозначности величину следует указывать явно. Иногда для указания массовой доли пишут ppmw (1 ppmw = 1 г/т = 1 мг/кг), а для объёмной доли — ppmv (1 ppmv = 1 см³/м³). Например, если указано, что массовая доля вещества в смеси составляет 15 ppmw, это означает, что на 1 кг смеси приходится 15 мг вещества. Или объёмная доля углекислого газа в атмосфере Земли составляет около 380 ppmv, что означает, что в каждом кубометре воздуха 380 мл занимает углекислый газ.
Международное бюро мер и весов и ИЮПАК рекомендуют явно указывать величину, к которой относится значение, а не передавать эту информацию через единицу измерения. ИЮПАК рекомендует совсем не использовать обозначение «ppm», а вместо него выражать концентрации, как  отношения кратных величин (например, мг/кг).
Для отражения зависимости относительного изменения физической величины от вызвавшего это изменение показателя безразмерные доли могут сочетаться с единицами, в которых выражаются эти показатели. Например, температурные коэффициенты напряжения, сопротивления, ёмкости и т. п. величин выражаются в ppm/°C.

## Другие единицы
- Миллиардная доля, млрд−1, 10−9, parts per billion, ppb. Приблизительно равно одной капле чернил в среднем бассейне, или отношению одной секунды к 32 годам.
- Триллионная доля, трлн−1, 10−12, parts per trillion, ppt. Приблизительно равно одной капле чернил в судоходном шлюзе, заполненном водой, или отношению одной секунды к 320 векам.

## Распространённые ошибки
- Часто 1 мг вещества, приведённый к 1 м³ газа при нормальных условиях, тоже называют ppm. Это верно лишь отчасти, так как масса 1 м³ воздуха близка к 1 кг (точнее, 1,29 кг), но неверно расширять это определение на 1 м³ произвольного газа.
- Также неверно считать ppm равным 1 мг/л, что отчасти верно для водных растворов, но даёт большую погрешность при переходе к углеводородам, плотность которых составляет 0,5—1 кг/л. Правильно считать 1 ppm равным 1 мг/кг.